# Heathkit

Heathkit-Logo aus den 1970ern

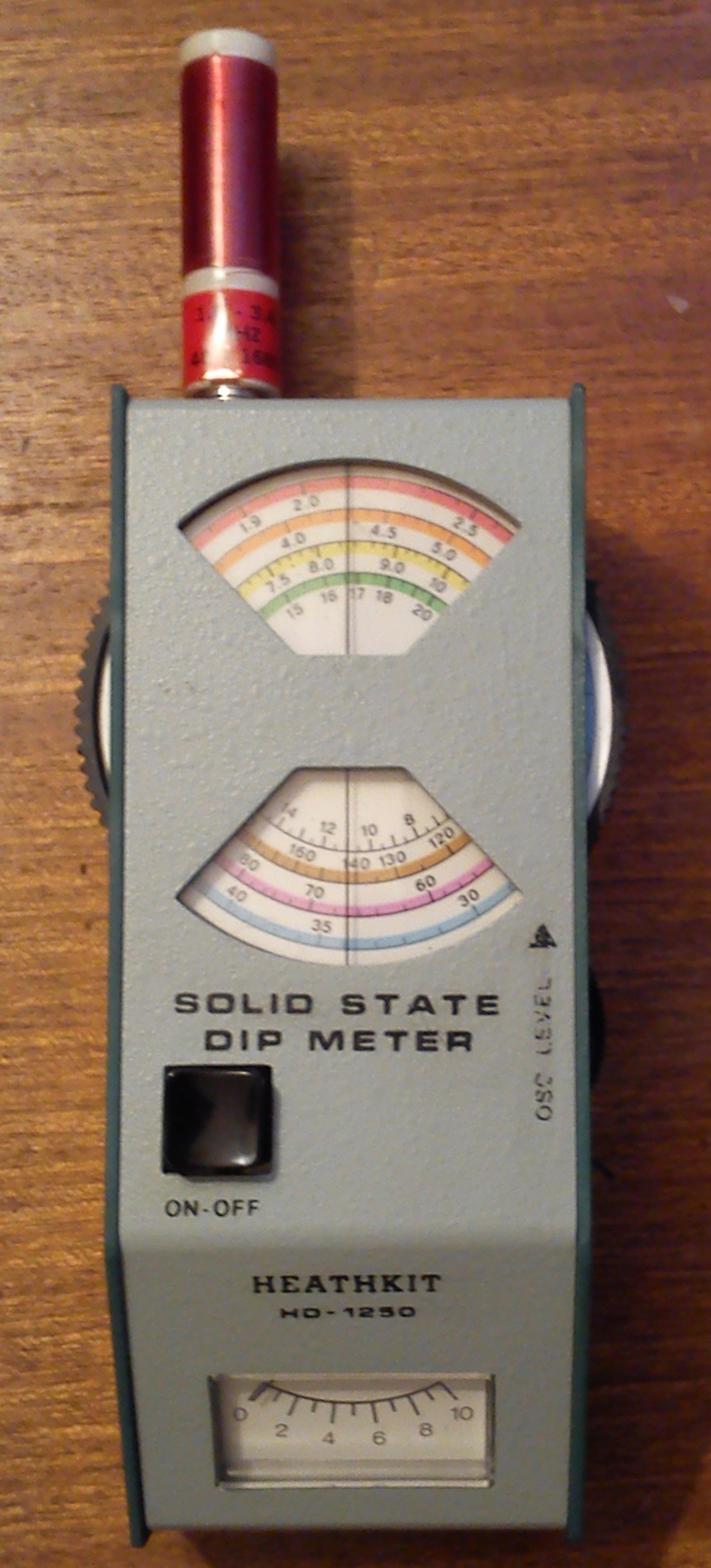
Heathkit-Dipmeter

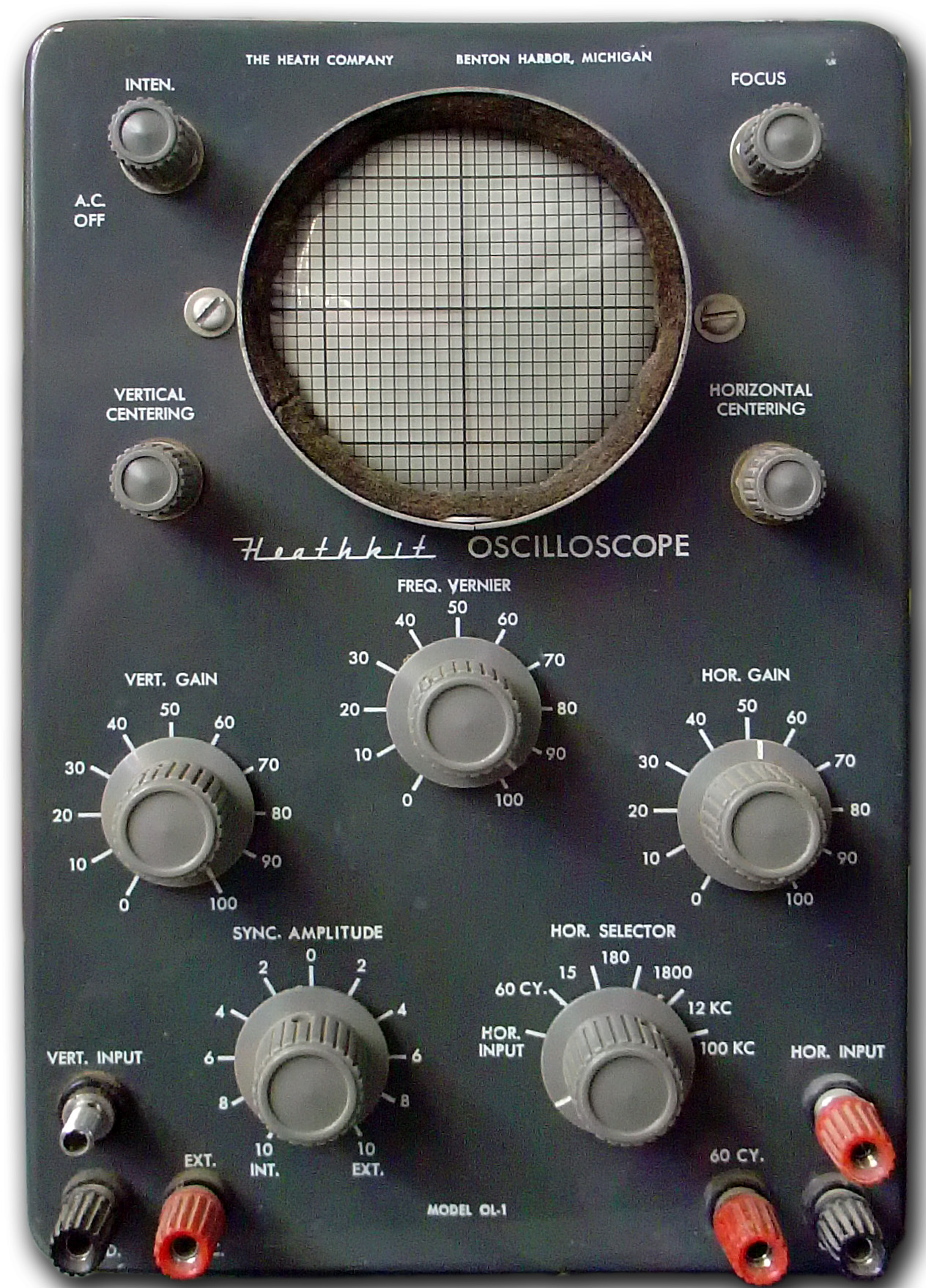
Oszilloskop OL-1 von 1954 mit Röhrentechnik. Es wurde für 29,50 US-Dollar (nach heutiger Kaufkraft etwa USD) als Bausatz verkauft.

Heathkit war ein US-amerikanisches Unternehmen. Ursprünglich wurde das Unternehmen unter dem Namen Heath Aeroplane Company von Edward Bayard Heath 1926 in Chicago, Illinois gegründet. Bis in die achtziger Jahre war Heathkit der führende Anbieter für hochwertige elektronische Bausätze, vom Radio bis hin zum Kurzwellen-Amateurfunkgerät.

## Firmengeschichte
In der Nachkriegszeit kaufte Heathkit große Mengen an Elektronikteilen aus Armeebeständen auf. Diese wurden zu Fertigbausätzen aufgewertet. Somit war es Kunden möglich, aus diesen preiswerten Bausätzen Radiomodelle zu bauen.
Im Jahr 1974 erfolgte die Gründung. Diese belieferte vornehmlich Schulen und Institute. 1979 ging Heathkit in Zenith Data Systems auf, während Heathkit Educational Systems Lehrmaterial im Elektro- und Elektronikbereich vertrieb.

## Produkte
(Auswahl)
- 1956 kam das „Electronic Analog Computer Kit“ auf den Markt
- 1978 kam der Heathkit H8 auf den Markt. Dieses war der erste digitale Computer-Bausatz.

## Marktverschiebung
In den 1970er Jahren kamen immer mehr preiswert gebaute Fertiggeräte (Serienfertigung, Platinenbauweise) aus Japan auf den Markt. Die Selbstbausätze konnten mit diesen Geräten weder qualitativ noch preislich mithalten. Das Unternehmen Heathkit zog sich als Folge dessen vom Bausatzmarkt zurück und konzentrierte sich auf technisches Lehrmaterial. 2008 kaufte das Unternehmen Data Professionals aus Pleasanton, Kalifornien, die Rechte an den Heath-Manuals, um sie zukünftig zu vermarkten.
Das Unternehmen Heath Company meldete im Jahr 2012 Konkurs an.
Im Oktober 2015 erwarb die Heath Company das Unternehmen Data Professionals und stellte mit dem AM-Radio GR-150-BK einen Bausatz für 149,95 US-Dollar vor.